# Pont Manceau
Der Pont Manceau (französisch: Ruisseau du Pont Manceau) ist ein kleiner Fluss im mittleren Westen von Frankreich, der im Département Mayenne der Region Pays de la Loire südöstlich der Stadt Laval verläuft.

## Geografie

### Verlauf
Der Pont Manceau entspringt im südwestlichen Gemeindegebiet von Saint-Charles-la-Forêt, knapp an der Grenze zur Nachbargemeinde Ruillé-Froid-Fonds, verläuft generell in südwestlicher Richtung und mündet nach rund 15 Kilometern im Gemeindegebiet von Fromentières als linker Nebenfluss in die Mayenne.

### Orte am Fluss
(Reihenfolge in Fließrichtung)
- Le Grand Buisson, Gemeinde Saint-Charles-la-Forêt
- Villeneuve, Gemeinde Ruillé-Froid-Fonds
- La Chevrolière, Gemeinde Ruillé-Froid-Fonds
- Ruillé-Froid-Fonds
- Le Bois Méry, Gemeinde Fromentières
- Fromentières